# Église Saint-Martin d'Oncy-sur-École
L'église Saint-Martin est une église catholique paroissiale située à Oncy-sur-École dans l'Essonne, en France.

## Description
L'église s'élève dans le centre d'Oncy-sur-École, une commune du Gâtinais dans le sud de l'Essonne, près de la limite avec la Seine-et-Marne. Il s'agit d'un édifice en partie roman, de taille modeste. Elle est constituée d'une nef unique, dont la voûte est en berceau, terminée par un chevet semi-circulaire,,.
. Le chœur comprend deux travées également couverte en berceau et une abside en cul-de-four, comportant trois arcs en plein cintre de taille croissante.
Un portail roman s'ouvre sur la façade sud : il est en plein cintre. L'église est couverte d'un toit à double pente et possède un clocher de plan carré, qui surmonte le chœur,. Les façades nord et sud sont percées de baies.
À l'intérieur de l'église, la nef est parcourue par deux litres funéraires, situées l'une au-dessus de l'autre , : la première, noire, est aux armes d'un seigneur ; la seconde, juste au-dessus, est rouge et est probablement aux armes du prieur de Saint-Victor. L'abside est décorée d'une fresque romane datant du XIe siècle, représentant représente le Christ en majesté. Le chœur comporte un décor d'angelots.

## Mobilier
L'église comprend plusieurs objets mobiliers protégés aux monuments historiques :
- Bannières :
  - Saint Martin et saint Victor (XVIIIe siècle[4])
  - La Vierge de l'Assomption (milieu du XIXe siècle[5])
- Boiseries de séparation entre la nef et la sacristie (XVIIe siècle[6])
- Chaire (montage du XIXe siècle d'éléments datant de la fin du XVe siècle et du XVIIIe siècle[7])
- Lutrin (XVIe siècle[8])
- Retable (XVIIe siècle[9])
- Statues :
  - Christ en croix, Vierge, saint Jean (XVIe siècle[10])
  - Sainte Anne et la Vierge (XVIIe siècle[11])
  - Vierge à l'Enfant (XIIIe siècle[12])
- Tableaux :
  - Saint Sébastien, sainte Julienne et saint Roch (XVIIIe siècle ; montage de plusieurs copies : saint Sébastien est une copie d'après François Perrier, l'original étant conservé au Louvre, tandis que saint Roch est une copie d'Annibale Carracci[13])
  - Martyre de sainte Julienne (1863[14])

## Historique
L'église Saint-Martin est construite à la suite de la fondation d'un prieuré bénédictin dédié à saint Victor. Il s'agit alors probablement d'un simple oratoire, qui pourrait avoir été transformé en église par la suite par adjonction d'une nef. La partie la plus ancienne, le chœur, est ainsi édifiée à la fin du XIe siècle ou au début du XIIe siècle. Le plafond de la nef est transformé en bercau au XVe siècle. Les peintures murales sont restaurées au XIXe siècle.
Dans les années 1960, des travaux de restauration retirent le crépi qui recouvre l'abside et mettent à jour la fresque du Christ qu'il avait protégé pendant plusieurs siècles. L'édifice bénéficie du label « Patrimoine d'intérêt régional depuis le 4 juillet 2018 ».